# Onatah Corona
L'Onatah Corona è una struttura geologica della superficie di Venere.